# Abram Hoffer
Abram Hoffer (11 novembre 1917 – Victoria, 27 maggio 2009) è stato uno psichiatra canadese.

## Biografia
È conosciuto, soprattutto, per il controverso utilizzo di particolari regimi nutritivi e megadosi vitaminiche nel trattamento della schizofrenia, privo però di evidenze scientifiche. Tale approccio generale, chiamato medicina ortomolecolare e di cui Hoffer è considerato uno dei padri insieme al doppio premio Nobel Linus Pauling, per la mancanza di prove, non è attualmente riconosciuto dalla medicina, e prevede l'uso di dosi molto elevate di vitamine idrosolubili (vitamina C, vitamina B3 in forma di niacina o niacinamide, altre del complesso B) ed alte dosi di vitamine liposolubili (come vitamina E) e minerali (come selenio, zinco, rame e magnesio); per tale ragione è anche detta terapia megavitaminica. 
Hoffer sostenne diverse ipotesi terapeutiche per la cura del cancro basate anche sull'uso di megadosi di vitamina C somministrate endovena: tali pratiche, prive di evidenza scientifica, non sono accolte dalla comunità medica e vengono propugnate solo in alcuni ambiti delle terapie alternative.